# Steve Dugardein
Steve Dugardein (Moeskroen, 28 januari 1974) is een Belgisch voormalig profvoetballer die nagenoeg zijn gehele spelerscarrière uitkwam voor Excelsior Moeskroen als middenvelder.

## Clubcarrière
Steve Dugardein speelde nagenoeg zijn gehele loopbaan voor Excelsior Moeskroen uit het Belgische Henegouwen. Slechts in het seizoen 2004/2005 koos de middenvelder, een defensiever ingestelde speler, voor een avontuurtje bij het Franse Caen, waar hij 20 wedstrijden speelde. Dugardein had sinds 1991 een profcontract en promoveerde met Excelsior Moeskroen naar de eerste klasse in 1996 onder de Belgische coach Georges Leekens. In 2002 verloor Dugardein de finale van de Beker van België 2002 met Moeskroen, tegen Club Brugge. Destijds stond Moeskroen onder leiding van de Belgische coach Hugo Broos. Na een half seizoen bij Oud-Heverlee Leuven te spelen speelde Dugardein voor de 4e provincialer KFC Moen (West-Vlaanderen).